# 連續對稱
在數學裡，連續對稱是觀察如運動等之某些對稱性概念而自然產生出的觀念，和由一個狀態翻轉至另一狀態而不變的鏡射對稱相對。它大量地且成功地被公式化於數學的許多如拓撲群、李群及群作用等概念上。連續對稱在這些公式化的概念中，最實用的是在拓撲群之群作用中的被應用。
最簡單的運動可以視為如三維空間中的歐幾里德群等李群的單參數子群。例如，平行x軸、u單位量之平移為單參數群。繞為z軸的旋轉也是單參數群。
連續對稱在理論物理中的諾特定理有著很基本的重要性，此定理由系統的對稱(尤其是連續對稱)中導出守恆定律來。量子場論的進一步發展使得對自然界裡連續對稱的尋找變得熱絡了起來。

## 另見
- 微元變換
- 索菲斯·李